# Eudistoma fragum
Eudistoma fragum is een zakpijpensoort uit de familie van de Polycitoridae. De wetenschappelijke naam van de soort is voor het eerst geldig gepubliceerd in 1988 door Monniot.